# Đông Bắc Syrtis

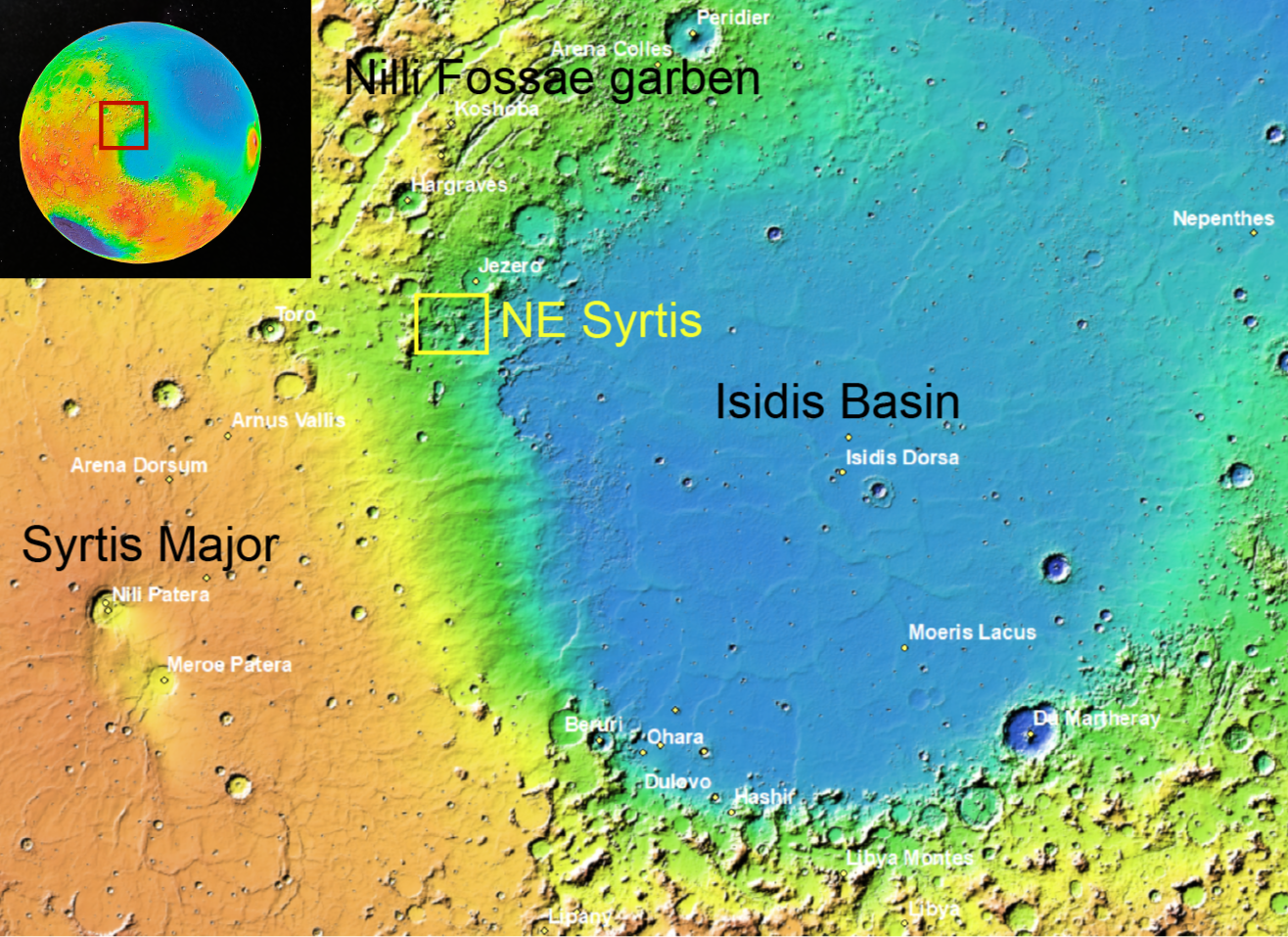
Phần có hình chữ nhật màu vàng cho biết vị trí phần chính Đông Bắc Syrtis là Syrtis Major, là một trong những vùng có núi lửa lớn nhất trên sao Hỏa. Phần phía tây là lưu vực tác động khổng lồ từ thời cổ đại - Isidis, với đường kính khoảng 1500 km.

Đông Bắc Syrtis là một vùng trên sao Hỏa, nơi này từng được NASA xem xét là nơi hạ cánh cho sứ mệnh thám hiểm sao Hỏa 2020. Địa điểm để đáp này đã thất bại trong cuộc cạnh tranh chọn lựa với hố va chạm Jezero, một bãi đáp cách Đông Bắc Syrtis hàng chục km. Vị trí địa điểm nằm ở bán cầu bắc của sao Hỏa ở tọa độ 18°Bắc, 77°Đông, phía đông bắc Tứ giác núi lửa Syrtis Major, bên trong lưu vực va chạm Isidis. Vùng này có các đặc điểm hình thái và khoáng chất đa dạng, cho thấy rằng nước đã từng chảy qua đây. Nó có thể là một môi trường sinh sống cổ xưa, vi khuẩn có thể đã phát triển và sinh sôi ở đây.
Địa hình phân tầng của Đông Bắc Syrtis là nơi duy nhất trên bề mặt sao Hỏa có chứa các khoáng chất nước đa dạng như khoáng vật sét, cacbonat, serpentin và sunfat, cũng như các khoáng chất đá lửa như olivin, pyroxen với độ  calci cao và thấp. Khoáng vật sét hình thành từ sự tương tác giữa nước và đá và khoáng vật sunfat thường hình thành thông qua quá trình bốc hơi mạnh trên Trái đất. Các quá trình tương tự cũng có thể xảy ra trên sao Hỏa để hình thành các khoáng chất này, điều này gợi ý rõ ràng về lịch sử tương tác nước và đá. Ngoài ra, dăm kết có thể là vật liệu lâu đời nhất trong khu vực này (một số khối có đường kính hơn 100 m), chúng có thể cung cấp cái nhìn sâu sắc về lớp vỏ sơ cấp khi sao Hỏa hình thành vào giai đoạn đầu. Vị trí này là một địa điểm lý tưởng để nghiên cứu niên đại và quá trình tiến hóa bề mặt của sao Hỏa, chẳng hạn như sự hình thành lưu vực tác động lớn, hoạt động phù sa (mạng lưới thung lũng, các kênh chảy nhỏ), hoạt động của nước ngầm, lịch sử băng hà và hoạt động núi lửa.

## Địa tầng khu vực

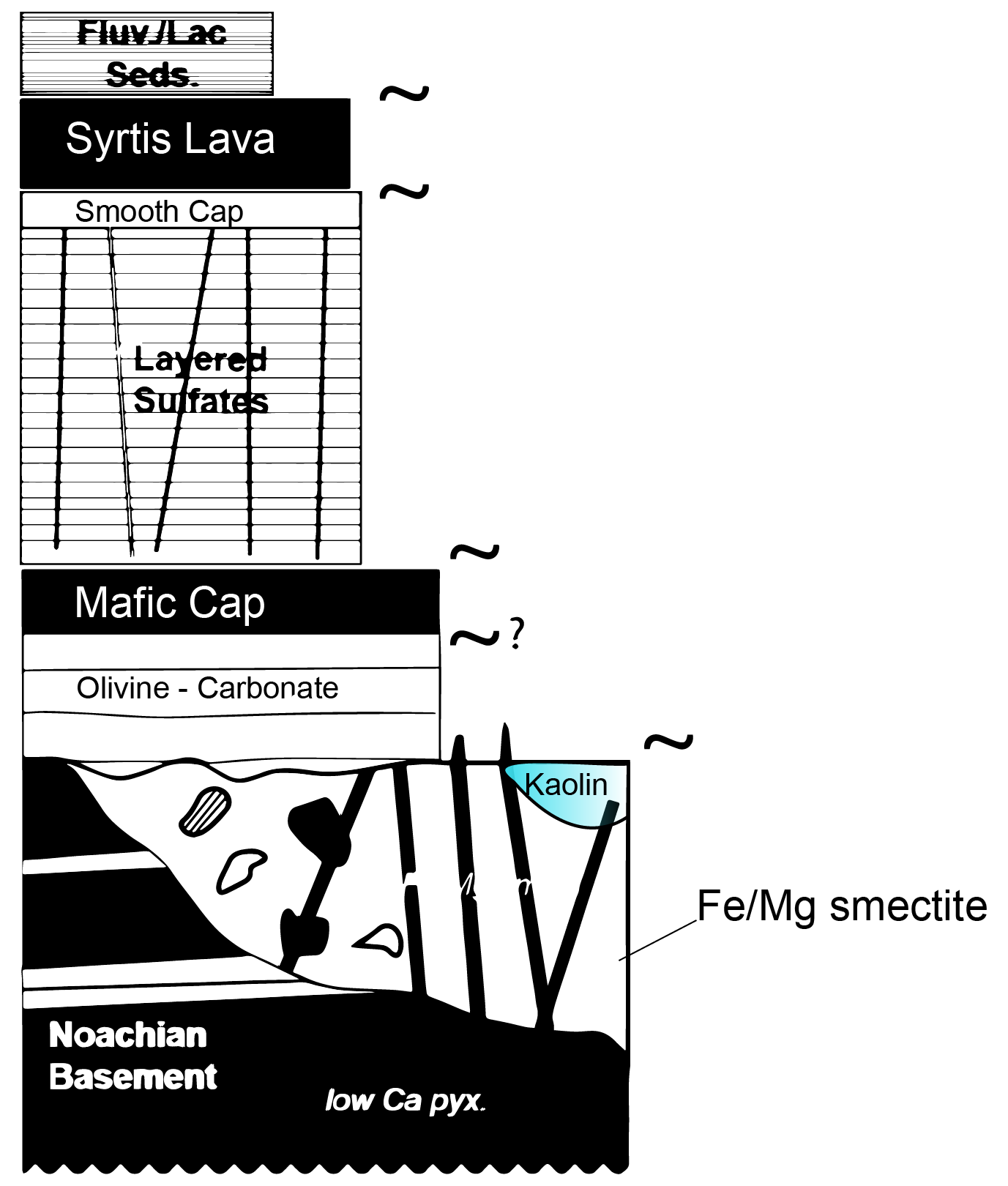
Cột địa tầng của vùng Đông Bắc Syrtis. Độ dày của mỗi khối là khó ước tính.

Địa tầng khu vực của Đông Bắc Syrtis đã được nghiên cứu chi tiết. Khu vực này bị kẹp giữa một ngọn núi lửa hình khiên khổng lồ — Syrtis Major — và một trong những lưu vực tác động lớn nhất trong hệ mặt trời, và do đó có thể cung cấp một cách hạn chế về thời gian của các sự kiện quan trọng trong lịch sử của Sao Hỏa. Địa tầng có thể được chia thành bốn khối chính, từ trẻ đến già:
1. Khối lavas Syrtis Major chứa vật liệu mang pyroxen calci cao;
2. Khối mang sunfat phân lớp, bao gồm sunfat ngậm nước và jarosit;
3. Khối olivin, khối giàu olivin có thể thay đổi thành cacbonat và serpentine;
4. Khối tầng ngầm: Các hỗn hợp của sắt/magnesi (Fe/Mg) smectite và khối pyroxen calci thấp có sự thay đổi khác nhau để vật liệu mang nhôm-sét.[12]

Khối tầng ngầm là một trong những khối mới nhất trên sao Hỏa, ghi lại lịch sử tiến hóa giai đoạn đầu của các hành tinh đất đá. Sự thay đổi từ cacbonat thành sunfat cho thấy sự chuyển đổi từ môi trường kiềm trung tính sang môi trường nước axit.

## Sứ mệnh Mars 2020

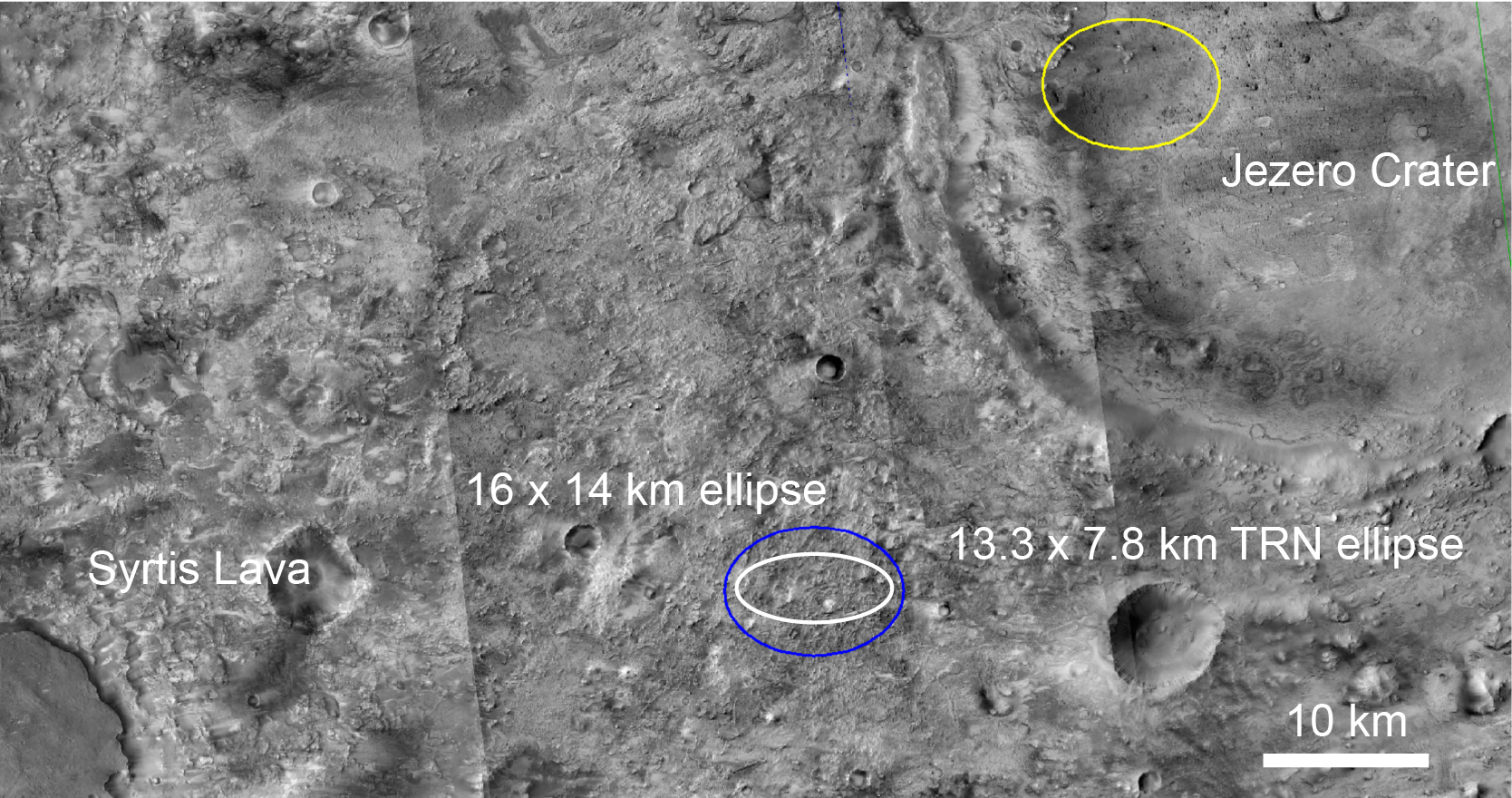
Khu vực hình elip hạ cánh của NE Syrtis, Sao Hỏa. Hình bầu dục màu xanh là hình elip hạ cánh Đông Bắc Syrtis. Hình bầu dục màu trắng là hình elip nhỏ hơn với kỹ thuật Điều hướng tương đối theo địa hình. Hình bầu dục màu vàng là một địa điểm hạ cánh tiềm năng khác, là hình elip hạ cánh Jezero. Hình ảnh bối cảnh là CTX (Context Camera) trên Tàu quỹ đạo trinh sát sao Hỏa.

Xe thăm dò Mars 2020 ra mắt vào tháng 7 năm 2020 với tên lửa Atlas V để đến sao Hỏa vào tháng 2 năm 2021. Xe này phát triển từ các mẫu xe tự hành, với các hệ thống vào, xuống, hạ cánh và cần cẩu trên không. Bên cạnh việc khám phá một địa điểm có khả năng sinh sống và tìm kiếm các dấu hiệu của cuộc sống trong quá khứ, thu thập các mẫu vật chất hấp dẫn cho nghiên cứu khoa học (đá và đá quý) có thể giải quyết các câu hỏi khoa học cơ bản nếu trở về Trái đất, là mục tiêu chính của sứ mệnh Sao Hỏa 2020. Việc lựa chọn địa điểm hạ cánh là phần quan trọng trong việc giúp thành công của nhiệm vụ này.
Mặc dù Đông Bắc Syrtis đã được giữ sau đợt cắt giảm lần thứ ba trong Hội thảo Địa điểm Hạ cánh Mars 2020, nhưng cuối cùng nó đã không được chọn. Mặt bằng hình elip để hạ cánh của Đông Bắc Syrtis có kích thước 16 x 14 km và hình elip nhỏ hơn là 13,3 × 7,8 km với sự hỗ trợ của công nghệ tiên tiến, công nghệ Điều hướng tương đối (TRN).

### Khu vực được quan tâm

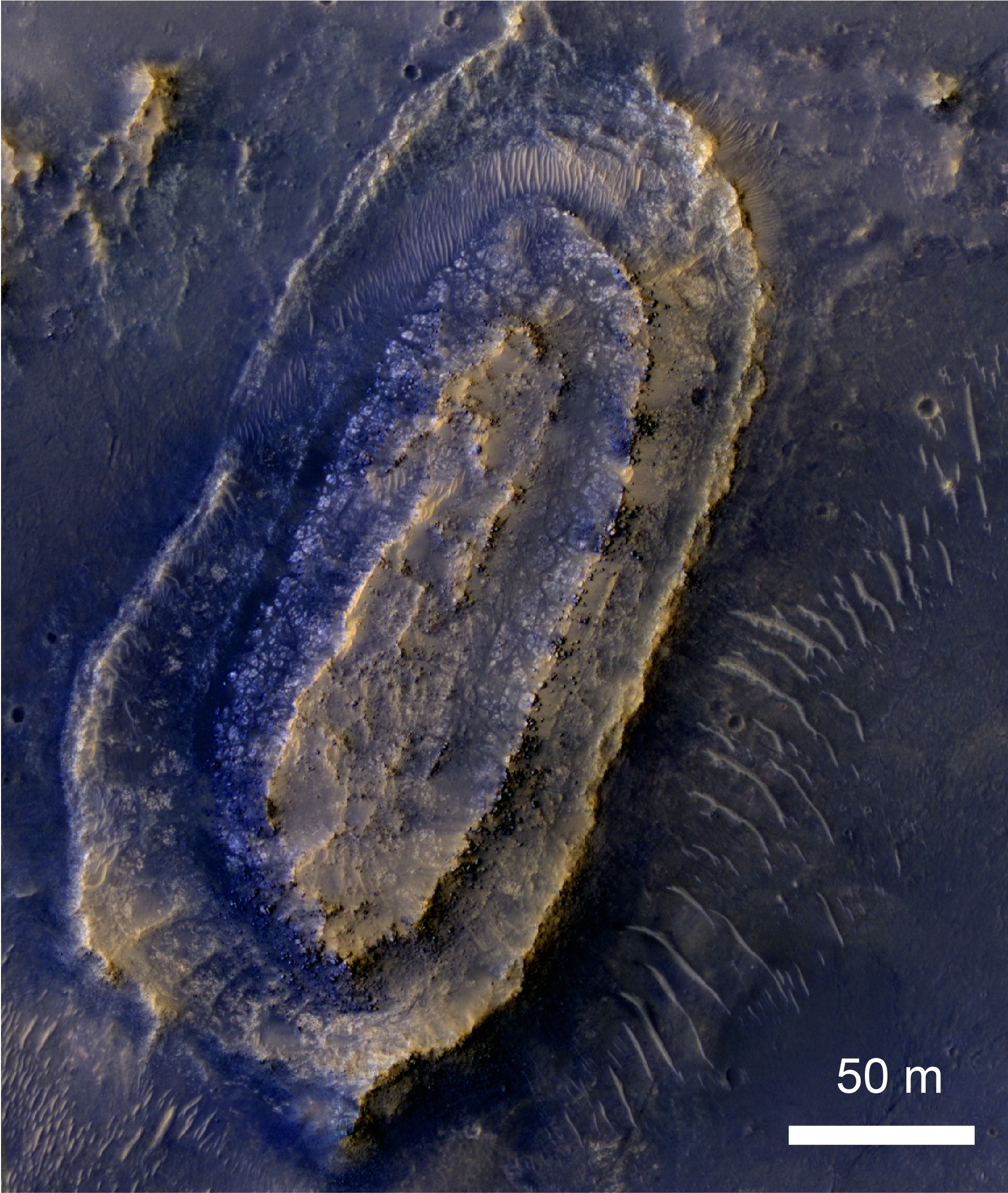
Khối Mesa ở Đông Bắc Syrtis, Sao Hỏa.

#### Khối Mesa

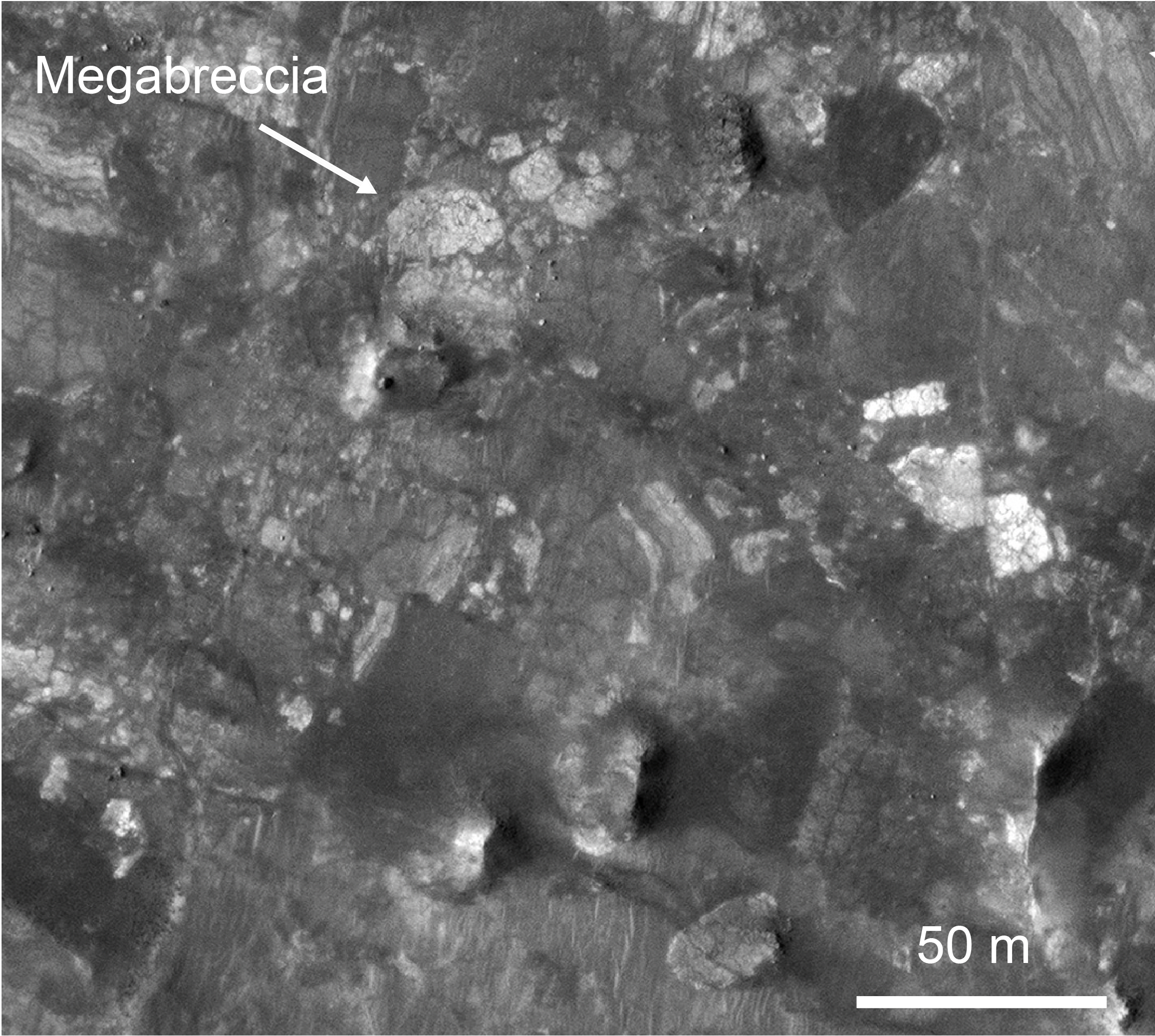
Megabreccia ở Đông Bắc Syrtis.

Mesa là một trong những địa điểm thú vị. Nó bao gồm năm địa điểm con: nắp giữ miệng núi lửa, sườn đổ đá lộ ra các khối nhẹ, khối olivin-cacbonat, Fe/Mg-phyllosilicat, cho phép dễ dàng tiếp cận các loại đá đa dạng.
Trên đỉnh mesa là một điểm khối hình nắp màu sẫm, bao gồm các tảng đá có kích thước dài nhiều mét. Nó là dòng dung nham chính của Hesperian Syrtis hoặc tro hóa thạch. Những tảng đá mácma này là những mẫu thích hợp để xác định niên đại của các sự kiện địa chất trên Sao Hỏa, có thể hiệu chỉnh phương pháp xác định niên đại hành tinh. Không giống như Trái đất, xác định niên đại hành tinh chủ yếu dựa vào việc đếm miệng núi lửa, một phương pháp dựa trên giả định rằng số lượng hố va chạm trên bề mặt hành tinh tăng lên theo thời gian tại bề mặt tiếp xúc của không gian bị tác động, được hiệu chỉnh bằng cách sử dụng tuổi thu được thông qua phương pháp đo phóng xạ niên đại của các mẫu đá thu thập từ các sứ mệnh Luna và Apollo. Các mẫu vật của sứ mệnh này mang trở về Trái đất sẽ được phân tích bằng các thiết bị hiện đại trong các phòng thí nghiệm. Các mẫu Igneous từ Đông Bắc Syrtis có thể cung cấp bốn thời điểm quan trọng cho lịch sử địa chất sao Hỏa, bao gồm (1) thời điểm của sự kiện va chạm Isidis, (2) thời điểm chuyển vị của khối giàu olivin, (3) thời điểm của nắp mafic đá đen, (4) thời gian của các dòng dung nham Syrtis, về cơ bản sẽ cải thiện kiến thức của con người về sao Hỏa sơ khai và lịch sử sơ khai của hệ mặt trời, chẳng hạn như vụ bắn phá hạng nặng cuối cùng.
Khu vực này bộc lộ rõ những tảng đá có hàm lượng olivin cao lớn nhất trên sao Hỏa. Nguồn gốc của đá olivin cao vẫn đang được tranh luận. Tích lũy va chạm hay dung nham giàu olivin là hai giả thuyết hàng đầu. Một phần đá olivin bị biến đổi thành cacbonat. Nhiều giả thuyết đã được đưa ra để giải thích nguồn gốc của cacbonat, trong đó có hệ thống co ngoằn ngoèo. Cacbonat là cacbon chìm quan trọng và là một phần quan trọng để hiểu được chu trình cacbon của sao Hỏa. Việc lấy mẫu trong tương lai có thể làm sáng tỏ các điều kiện môi trường của cacbonat. Ngoài ra, thành phần đồng vị của cacbonat qua thời gian, ghi lại sự mất mát của bầu khí quyển và nó cũng tiết lộ liệu sự sống có từng xuất hiện trên sao Hỏa hay không.
Phần dưới của khối mesa là khối nền của vùng Đông Bắc Syrtis, bao gồm các smectit Fe/Mg và pyroxen calci thấp. Khối tầng ngầm bị thay đổi một phần để tạo thành kaolinit. Kaolinit (đất sét Al) thường bao phủ các smectit Fe/Mg trên bề mặt sao Hỏa. Phong hóa trong khí hậu ấm áp hoặc rửa trôi axit là hai cách giải thích sự hình thành kaolinit.

##### Megabreccia

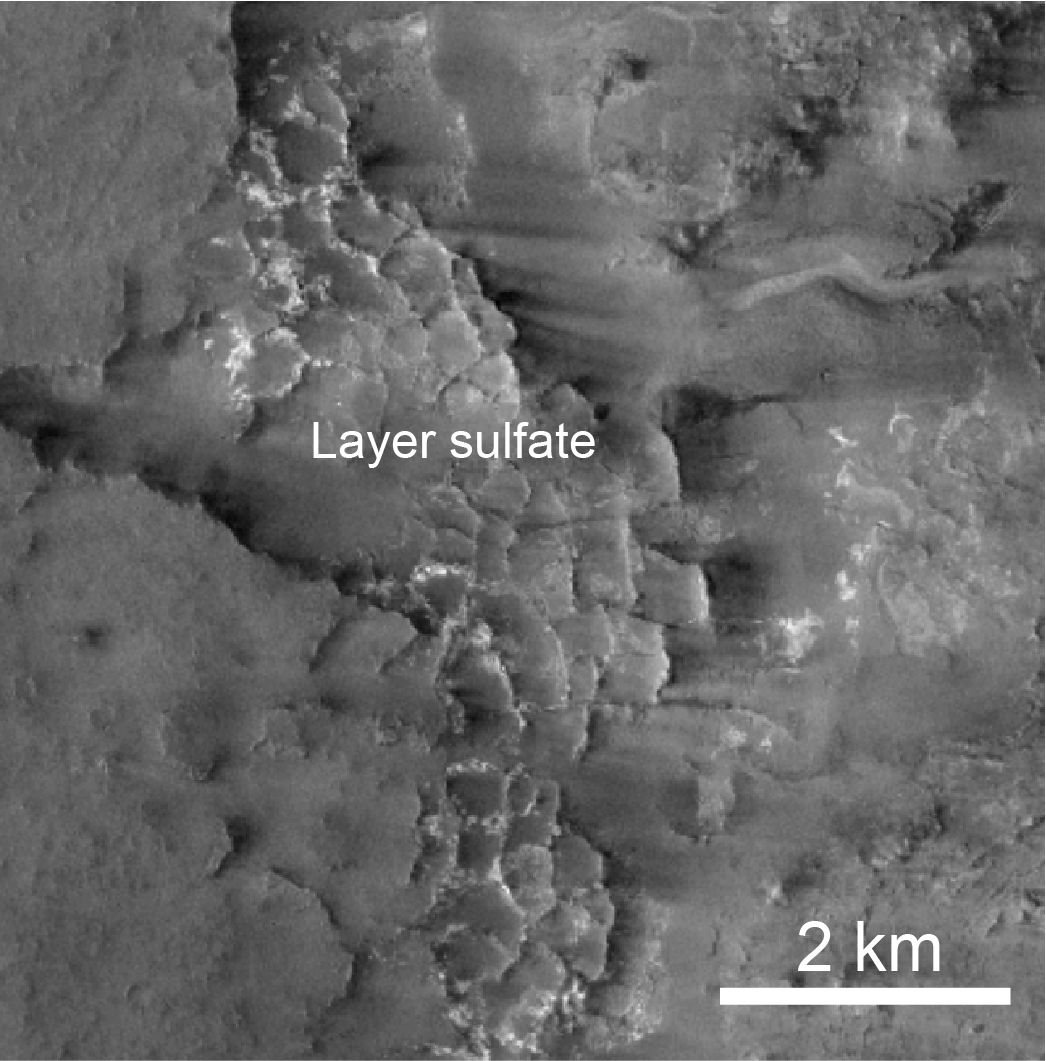
Khối sunfat ở Đông Bắc Syrtis.

Megabreccia xuất hiện trong toàn bộ địa tầng ngầm của Đông Bắc Syrtis. Thành phần của những megabreccias này rất phức tạp, bao gồm cả vật liệu bị thay đổi hoặc mafic. Những megabreccias này có thể được nâng lên và lộ ra bởi sự kiện hình thành lưu vực Isidis. Megabreccia có thể tiết lộ bản chất tự nhiên của phần còn lại thuộc lớp vỏ sơ cấp của sao Hỏa hoặc các lavas pyroxen calci thấp thời kỳ Noachian. Nó cũng có thể hạn chế thời gian hoạt động của máy phát điện trên sao Hỏa.

#### Khối lớp sunfat
Xa hơn về phía nam của địa điểm đổ bộ hình elip, có một dãy trầm tích sunfat dày 500 mét (1.600 ft) được bao phủ bởi các dòng dung nham từ quá trình hình thành núi lửa Syrtis Major muộn. Lớp sunfat bao gồm sunfat ngậm nước và jarosit. Jarosite thường chỉ ra môi trường oxy hóa và axit (pH <4). Sự xuất hiện của jarosite cho thấy rằng môi trường đã thay đổi từ trung tính/kiềm (như được đề xuất bởi các smectit Fe/Mg và cacbonat rộng rãi) sang axit. Việc phát hiện sunfat làm phức tạp hơn lịch sử địa chất của Sao Hỏa.